# Falaise des mille bouddhas (Guangyuan)
La falaise des mille bouddhas (chinois : 千佛崖 ; pinyin : Qiānfúyá) de Guangyuan (Sichuan) est située sur la rive est du Jialing à proximité du temple Huangze et à 5 km au nord du centre-ville. La sculpture des figures a commencé à l'époque des Wei du Nord (386-534) et une grande partie date de la dynastie Tang (618-907).
Longue de 200 m et haute de 45 m, elle abritait plus de 17 000 statues mais une grande partie a été détruite en 1936 lors de la construction de l'autoroute Sichuan-Shaanxi. Actuellement, il n'y a plus que 7000 sculptures réparties dans 400 grottes. Le site est classé dans la liste sites historiques et culturels majeurs protégés au niveau national (numéro de catalogue, 1-44) depuis 1961.

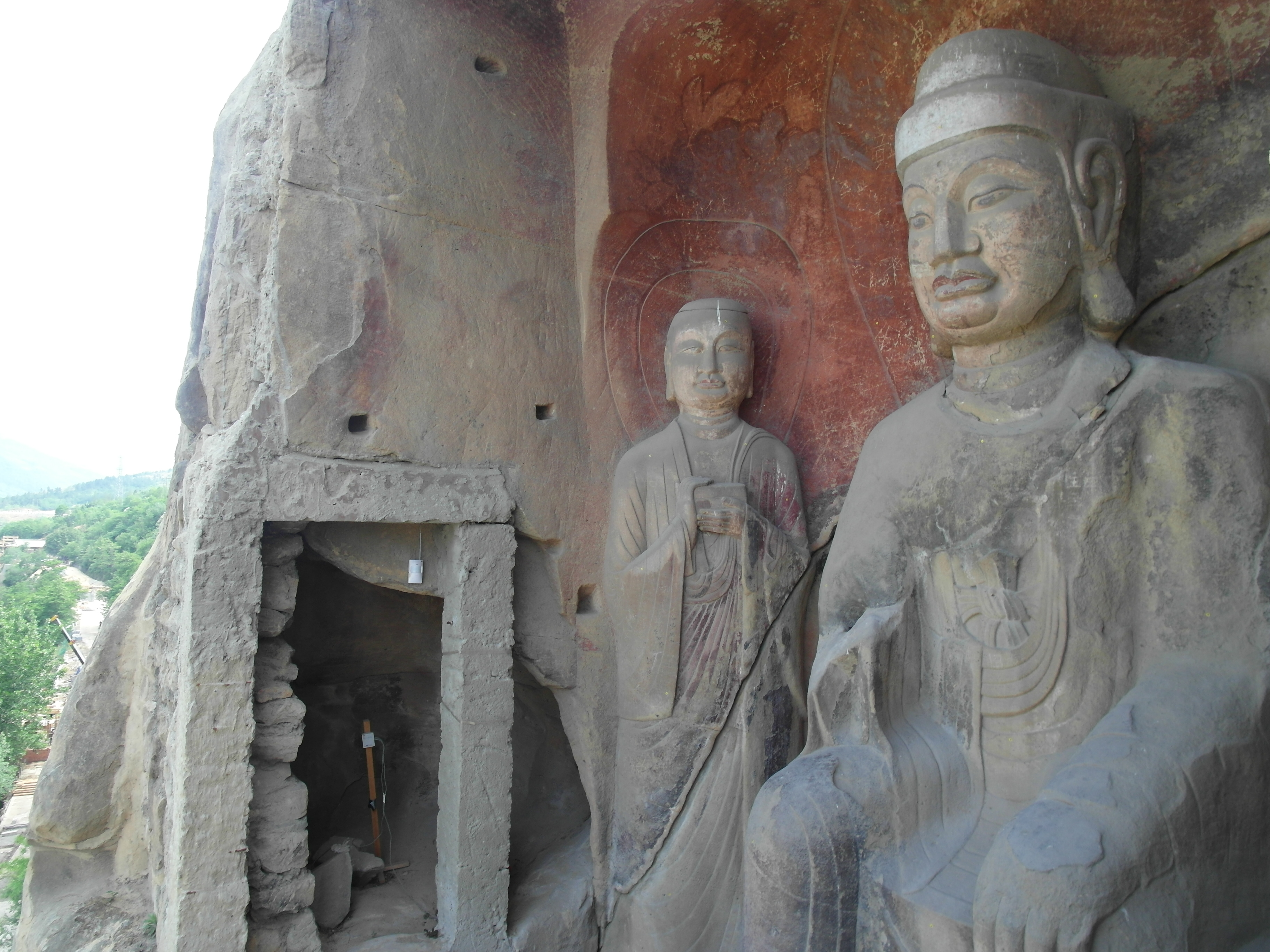
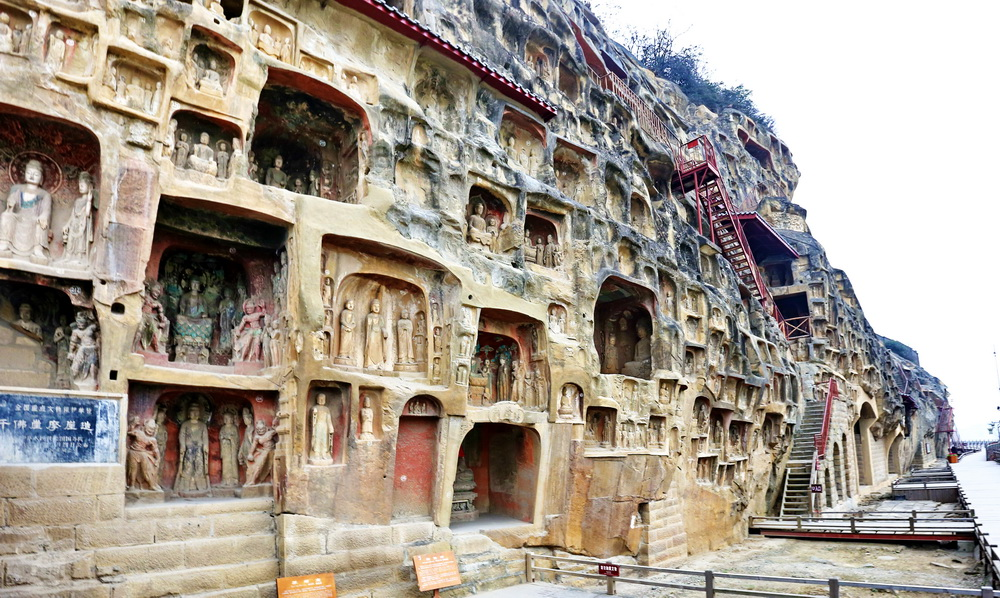